# Thymaris victori
Thymaris victori är en stekelart som beskrevs av Ian D. Gauld 1997. Thymaris victori ingår i släktet Thymaris och familjen brokparasitsteklar. Inga underarter finns listade i Catalogue of Life.